# Lotta libera ai Giochi della XI Olimpiade - Pesi medi
La competizione della categoria pesi medi (fino a 79 kg) di lotta libera dei Giochi della XI Olimpiade si è svolta nei giorni 2 e 4 agosto al  Deutschlandhalle in Berlino.

## Formato
Ad ogni incontro venivano assegnate le seguenti penalità:
- 0 = Al vincitore per schienata
- 1 = Al vincitore per decisione
- 2 = Allo sconfitto per decisione (1 giudici contro 2)
- 3 = Allo sconfitto per decisione (0 giudici contro 3)
- 3 = Allo sconfitto per schienata

Con cinque penalità o più il lottatore veniva eliminato.

## Risultati
| Legenda                                  | Legenda |
| ---------------------------------------- | ------- |
| Lottatore con 5 penalità o più Eliminato |         |

### 1 Turno
Si è disputato il 2 agosto.
| Vincitore        | Pen. | Risultato | Sconfitto           | Pen. |
| ---------------- | ---- | --------- | ------------------- | ---- |
| János Riheczky   | 1    | 3:0       | Karam Rasul         | 3    |
| Dick Voliva      | 0    | Schienato | Jan van der Merwe   | 3    |
| Ercole Gallegati | 1    | 2:1       | Ludvig Lindblom     | 2    |
| Ahmet Kireççi    | 1    | 3:0       | Hans Schedler       | 3    |
| Kyösti Luukko    | 0    | Schienato | Frans Van Hoorebeke | 3    |
| Émile Poilvé     | 0    | Schienato | Terry Evans         | 3    |
| Jaroslav Sysel   | 0    | Schienato | Leslie Jeffers      | 3    |
| Ernst Krebs      | 0    | Esentato  |                     |      |

### 2 Turno
Si è disputato il 4 agosto.
| Vincitore        | Pen. | Risultato | Sconfitto           | Pen. |
| ---------------- | ---- | --------- | ------------------- | ---- |
| Ernst Krebs      | 0    | Schienato | János Riheczky      | 4    |
| Dick Voliva      | 1    | 3:0       | Karam Rasul         | 6    |
| Ahmet Kireççi    | 2    | 2:1       | Ludvig Lindblom     | 4    |
| Ercole Gallegati | 2    | 3:0       | Hans Schedler       | 6    |
| Émile Poilvé     | 1    | 3:0       | Kyösti Luukko       | 3    |
| Jaroslav Sysel   | 0    | Schienato | Frans Van Hoorebeke | 6    |
| Leslie Jeffers   | 3    | Schienato | Terry Evans         | 6    |
|                  |      | Ritirato  | Jan van der Merwe   | -    |

### 3 Turno
Si è disputato il 4 agosto.
| Vincitore      | Pen. | Risultato | Sconfitto        | Pen. |
| -------------- | ---- | --------- | ---------------- | ---- |
| Dick Voliva    | 2    | 2:1       | Ernst Krebs      | 2    |
| János Riheczky | 5    | 3:0       | Ludvig Lindblom  | 7    |
| Ahmet Kireççi  | 3    | 3:0       | Ercole Gallegati | 5    |
| Kyösti Luukko  | 4    | 3:0       | Jaroslav Sysel   | 3    |
| Émile Poilvé   | 1    | Schienato | Leslie Jeffers   | 6    |

### 4 Turno
Si è disputato il 4 agosto.
| Vincitore     | Pen. | Risultato | Sconfitto      | Pen. |
| ------------- | ---- | --------- | -------------- | ---- |
| Ahmet Kireççi | 4    | 2:1       | Ernst Krebs    | 4    |
| Dick Voliva   | 2    | Abbandono | Kyösti Luukko  | 7    |
| Émile Poilvé  | 1    | Schienato | Jaroslav Sysel | 5    |

### 5 Turno
Si è disputato il 4 agosto.
| Vincitore    | Pen. | Risultato | Sconfitto     | Pen. |
| ------------ | ---- | --------- | ------------- | ---- |
| Émile Poilvé | 1    | Schienato | Ernst Krebs   | 7    |
| Dick Voliva  | 3    | 2:1       | Ahmet Kireççi | 6    |

### 6 Turno
Si è disputato il 4 agosto.
| Vincitore    | Pen. | Risultato | Sconfitto   | Pen. |
| ------------ | ---- | --------- | ----------- | ---- |
| Émile Poilvé | 1    | Schienato | Dick Voliva | 6    |

## Classifica finale
| Pos.    | Atleta              | Nazione          |
| ------- | ------------------- | ---------------- |
| Oro     | Émile Poilvé        | Francia          |
| Argento | Dick Voliva         | Stati Uniti      |
| Bronzo  | Ahmet Kireççi       | Turchia          |
| 4       | Ernst Krebs         | Svizzera         |
| 5       | Jaroslav Sysel      | Cecoslovacchia   |
| 6       | Kyösti Luukko       | Finlandia        |
| 7       | János Riheczky      | Ungheria         |
| 7       | Ercole Gallegati    | Italia           |
| 9       | Leslie Jeffers      | Gran Bretagna    |
| 10      | Ludvig Lindblom     | Svezia           |
| 11      | Frans Van Hoorebeke | Belgio           |
| 11      | Terry Evans         | Canada           |
| 11      | Hans Schedler       | Germania         |
| 11      | Karam Rasul         | India Britannica |
| 15      | Jan van der Merwe   | Sudafrica        |